# 도전 (1980년 영화)
《도전》(영어: Brubaker)은 미국에서 제작된 스튜어트 로젠버그 감독의 1980년 교도소 드라마 영화이다. 로버트 레드퍼드 등이 출연하였고, 론 실버먼 등이 제작에 참여하였다.

## 출연진
- 로버트 레드퍼드
- 야펫 코토
- 제인 알렉산더
- 머리 해밀턴
- 데이비드 키스
- 모건 프리먼
- 맷 클라크
- 팀 매킨타이어
- M. 에밋 월시
- 앨버트 샐미
- 린다 헤인스
- 에버렛 맥길
- 밸 에이버리
- 조 스피넬
- 윌퍼드 브림리
- 네이선 조지
- 니컬러스 케이지 (크레디트 미기재)

## 기타 제작진
- 협력 제작: 고든 웨브
- 배역: 테리 리블링
- 미술: J. 마이클 리바
- 세트: 존 프랭코 주니어
- 의상: 톰 브론슨, 버니 폴랙

## 같이 보기
- 패스트-워킹
- 폭주기관차